# Volksgruppen in Liberia

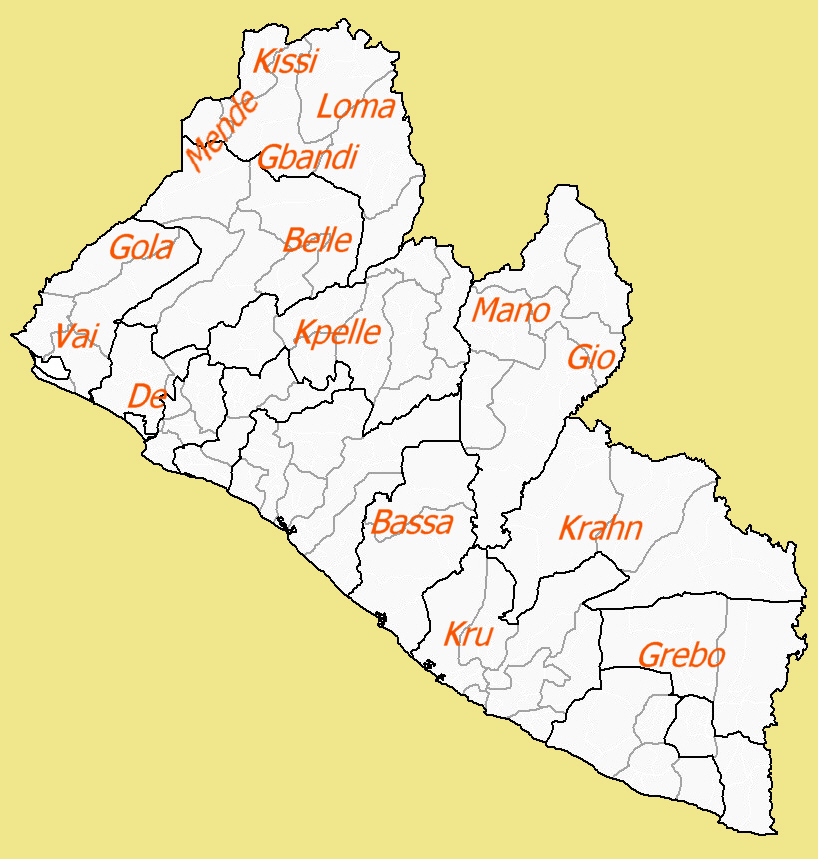
Stammesgebiete in Liberia

In Liberia lebten im Jahr 2008 insgesamt 3.476.608 Einwohner. Es gibt zahlreiche Volksgruppen, die sowohl aus Einheimischen wie Zugewanderten bestehen.

## Einheimische Volksgruppen
Die Einheimischen gehören zu den Mandevölkern (Mande Tan und Mande Fu) oder Kruvölkern sowie den Westatlantischen Völkern. Es handelt sich dabei um rund zwanzig Völker.
| Volksgruppe | Anzahl (Zensus 1962) | Anzahl (Zensus 1974) | Anzahl (Zensus 1984) | Anzahl (Zensus 2008) | Anzahl (Zensus 2022) | Sprachgruppe |
| ----------- | -------------------- | -------------------- | -------------------- | -------------------- | -------------------- | ------------ |
| Bassa       | 165.826              | 214.143              | 291.106              | 466.477              | 714.035              | Kru          |
| Grebo       | 77.007               | 119.985              | 188.275              | 348.758              | 517.194              | Kru          |
| Mano        | 72.122               | 110.770              | 148.977              | 273.439              | 377.436              | Mande Fu     |
| Loma        | 53.891               | 88.351               | 118.716              | 178.443              | 253.728              | Mande Fu     |
| Gola        | 47.295               | 67.819               | 83.148               | 152.925              | 199.593              | Westatlantik |
| Vai         | 28.898               | 49.504               | 74.950               | 140.251              | 200.725              | Mande Tan    |
| Kpelle      | 211.081              | 298.532              | 488.206              | 705.554              | 1.062.102            | Mande Fu     |
| Dan         | 83.208               | 130.300              | 164.823              | 276.923              | 413.772              | Mande Fu     |
| Kru         | 80.813               | 121.414              | 148.610              | 209.993              | 286.922              | Kru          |
| Mandinka    | 29.750               | 58.414               | 107.186              | 110.596              | 220.168              | Mande Tan    |
| Krahn       | 52.552               | 71.177               | 99.352               | 139.085              | 238.514              | Kru          |
| Kissi       | 34.914               | 51.318               | 94.661               | 167.980              | 227.654              | Westatlantik |
| Gbandi      |                      |                      |                      | 105.250              | 154.335              | Mande Fu     |
| Mende       | 4.474                | 8.678                | 16.462               | 46.413               | 87.972               | Mande Fu     |
| Kuwaa       | 5.465                | 7.369                | 10.708               | 26.516               | 36.536               | Kru          |
| Dei         | 5.396                | 6.365                | 7.604                | 11.783               | 16.070               | Kru          |

Weitere einheimische Volksgruppen sind die Sapo (Bush Kru) mit 43.327 (Zensus 2008), die Tajuahson mit 20.000, die Gbii mit 12.000, die Glio mit 7.300, die Glaro-Twabo mit 6.600 und die Krumen (Tepo) mit 4.500 Mitgliedern (Zahlen nach Joshua Project).

## Zuwanderer aus anderen Ländern Afrikas
Außerdem sind immer wieder Schwarzafrikaner aus anderen Ländern zugewandert. Die größten Einwanderergruppen kommen aus Ghana, Guinea und vor allem Sierra Leone. Alle westafrikanischen Staaten stellen kleinere oder größere Kontingente an Zuwanderern. Die Statistik für 2008 erwähnt 47.453 afrikanische Ausländer.

## Ameriko-Liberianer
Die dritte Gruppe sind die kreolischen Ameriko-Liberianer, die zwar heute ein einheitliches Bild bieten, aber verschiedener Herkunft sind. Der größte Teil stammt aus den Vereinigten Staaten, ein Teil aus der Karibik (vor allem Barbados) und weitere sind sogenannte Kongos. Bei den Kongos handelt es sich um Schwarzafrikaner, die bereits vor Eintreffen in Amerika aus der Sklaverei befreit wurden. Insgesamt machen die Ameriko-Liberianer etwa 2–5 % der Bevölkerung Liberias aus.
Die amerikanischstämmigen Liberianer stellten bis zu der Ermordung von Präsident William R. Tolbert junior 1980 die politisch und wirtschaftlich dominante Gruppe Liberias, die die einheimischen Afrikaner unterdrückte, und noch bis in die 1930er Jahre selbst Sklaverei betrieb. Während die christlichen Kirchen prinzipiell allen Bevölkerungsgruppen offenstanden, konnte die ameriko-liberianische Elite Liberias sich in eigenen Freimaurerlogen von den einheimischen Untertanen abschotten.

## Nichtafrikaner
Die Volkszählung von 2008 ergab 4.508 Ausländer aus nicht-afrikanischen Staaten, am stärksten vertreten waren:
- Libanesen
- Europäer (vor allem Briten und Franzosen)
- US-Amerikaner